# ألفارو سانتوس بيريرا
ألفارو سانتوس بيريرا (بالبرتغالية: Álvaro Santos Pereira) هو اقتصادي وصحفي وكاتب وسياسي برتغالي، ولد في 7 يناير 1972 في فيسيو في البرتغال.